# Charlie Nagreen
Charles "Hamburger Charlie" Nagreen (1870-1951) es un cocinero estadounidense de comida rápida que se hizo famoso por ser uno de los que afirma haber inventado la hamburguesa.

## Biografía
Charlie nació en Hortonville, Wisconsin y a la edad de 15 años vendía en su puesto de comida rápida carne picada de vacuno en forma de albóndigas ("Hamburg steak") en Seymour Fair. Tras haber visto que no tenía éxito en la venta de sus "Hamburg steak" al ver que los compradores no se decidían debido a lo complicado que era comer y visitar los stands de la feria. C. Nagreen tuvo la idea de poner el "hamburg steak" aplastado entre dos rebanadas de pan lo que dio lugar a la hamburguesa. La idea tuvo buena aceptación entre los visitantes de la feria y Charlie bautizó a su invento como  "Hamburger Charlie", quizás para atraer la atención de los inmigrantes alemanes. A pesar de las diputas acerca de su autoría la ciudad de Seymur se denomina “The Home of The Hamburger”.

## Autoría disputada
Otros cocineros se diputan haber descubierto antes la hamburguesa, tal es Fletcher Davis (apodado "Old Dave,") que afirma haber inventado la hamburguesa en la Exposición Universal de San Luis celebrada en 1904. Existen otras menciones acerca de su invención, pero aparecen confusas, tales son los hermanos Charles y Frank Menches.